# Т-38
Т-38 је совјетски амфибијски тенк из Другог светског рата.

## Историја
Т-37 је осмишљен као амфибијски, извиђачки тенк са двочланом посадом и куполом са једним митраљезом ДТ калибра 7,62 mm. усавршен је у Т-38, који је био шири и нижи, са бољим пловним особинама. Оба модела користила су пренос и мотор камиона ГАЗ-АА, што је поједностављивало одржавање и снабдевање. Т-38М2 прешао је на делове за камион ГАЗ-М1.

## Карактеристике
Пропелер и крма на задњем делу омогућавала су кретање у води брзином око 6 km/h. Возила командира водова и чета имала су радио, остала не. Мали број Т-38 модификован је на терену, заменивши митраљез аутоматским топом СхВАК калибра 20 mm. Њихов сувише танак оклоп, наметнут захтевима пловности, и слабо наоружање учинили су их неефикаснима за борбу, и још употребљива возила у 1941. брзо су уништена.